# Burdż Kamusz
Burdż Kamusz (arab. برج كموش) – wieś w Syrii, w muhafazie Aleppo, w dystrykcie Afrin. W 2004 roku liczyła 89 mieszkańców.